# Halberstadt D.II
O Halberstadt D.II foi um avião de combate, biplano, usado pela Luftstreitkräfte.
Foi usado durante o período de superioridade aérea aliada no início de 1916, mas acabou por ser ultrapassado pelos superiores aviões de combate Albatros, no Outono desse ano.